# Harold Scott MacDonald Coxeter
Harold Scott MacDonald "Donald" Coxeter, Ordinul Canadei⁠(d), FRS⁠(d), FRSC⁠(d) (n. 9 februarie 1907, Metropolitan Borough of Kensington⁠(d), Anglia, Regatul Unit al Marii Britanii și Irlandei – d. 31 martie 2003, Toronto, Ontario, Canada) a fost un matematician britanic și, mai apoi, canadian. El este considerat unul dintre cei mai mari matematicieni ai secolului al XX-lea, cu contribuții deosebite în domeniul geometriei.

## Biografie
Coxeter s-a născut în Kensington, fiind fiul lui Harold Samuel Coxeter și al lui Lucy (născută Gee). Tatăl său preluase afacerea de familie a Coxeter & Son, producători de instrumente chirurgicale și gaze comprimate (inclusiv un mecanism pentru anestezierea pacienților la chirurgie cu protoxid de azot), dar a reușit să se pensioneze devreme și să se concentreze pe sculptură și pe cântat (bariton); Lucy Coxeter a fost o pictoriță de portrete și peisaje care a frecventat Academia Regală de Arte. Un văr din partea mamei a fost arhitectul Sir Giles Gilbert Scott.
În tinerețe, Coxeter a compus muzică și a fost un pianist desăvârșit la vârsta de 10 ani. El a simțit că matematica și muzica erau strâns legate, prezentându-și ideile într-un articol din 1962 despre „Matematică și muzică” în Canadian Music Journal (română Jurnalul Canadian de Muzică).
A studiat la King Alfred School, Londra și la St George's School, Harpenden, unde cel mai bun prieten al său a fost John Flinders Petrie, ulterior un matematician, eponim pentru poligoanele Petrie. A fost acceptat la King's College, Cambridge în 1925, dar a decis să petreacă un an studiind în speranța de a fi admis la  Trinity College, unde calitatea studiului matematicii era mai ridicată. Coxeter a câștigat o bursă de studii inițiale și a mers la Trinity College în 1926 pentru a studia matematică. Acolo și-a obținut licența (ca Senior Wrangler⁠(d)) în 1928 și doctoratul în 1931.  În 1932 a mers la Universitatea Princeton timp de un an ca membru Rockefeller Fellow, unde a lucrat cu Hermann Weyl, Oswald Veblen și Solomon Lefschetz. Întorcându-se la Trinity pentru un an, a participat la seminariile lui Ludwig Wittgenstein despre filosofia matematicii. În 1934  a petrecut încă un an la Princeton ca Procter Fellow.
În 1936 Coxeter s-a mutat la Universitatea din Toronto. În 1938, el și Patrick Du Val, H.T. Flather și J.F. Petrie au publicat The Fifty-Nine Icosahedra (în română Cincizeci și nouă de icosaedre) la editura University of Toronto Press. În 1940 Coxeter a editat a unsprezecea ediție a Jocurilor și eseurilor matematice ({{en| Mathematical Recreations and Essays), publicată inițial de Walter Willam Rouse Ball în 1892. A devenit profesor în 1948. Coxeter a fost ales membru al Royal Society of Canada⁠(d) (română Societatea Regală din Canada) în 1948 și membru al Royal Society în 1950. L-a cunoscut pe Maurits Cornelis Escher în 1954 și cei doi au devenit prieteni pentru tot restul vieții; munca sa asupra figurilor geometrice a ajutat la inspirarea unora dintre lucrările lui Escher, în special seria Circle Limit (română Limita cercului), bazată pe teselările hiperbolice. De asemenea, el a inspirat câteva dintre inovațiile lui Buckminster Fuller. Coxeter, Michael S. Longuet-Higgins și J. C. P. Miller au fost primii care au publicat lista completă a poliedrelor uniforme, în 1954.
În 1966 a participat la Congresul Matematicienilor ținut la Moscova.
A lucrat timp de 60 de ani la Universitatea din Toronto și a publicat douăsprezece cărți. Este cunoscut ca autor a numeroase scrieri într-un stil clar și sugestiv. Domeniul tratat este destul de variat: geometrie neeuclidiană, cristalografie, teoria grupurilor, teoria rețelelor, geodezicele, geometria proiectivă, geometria afină, topologie etc.

## Recunoașteri și premii
Din 1978 Societatea Canadiană de Matematică a acordat premiul Coxeter–James în onoarea sa.
A fost numit membru al Societății Regale în 1950, iar în 1997 i s-a acordat Medalia Sylvester. La 5 iunie 1975 a devenit membru străin al Academiei Regale Neerlandeze de Arte și Științe. În 1990 a devenit membru străin al Academiei Americane de Arte și Științe⁠(d), iar în 1997 a devenit Companion al Ordinului Canadei.
În 1973 a primit premiul Jeffery–Williams.
O „festschrift” (lucrare omagială) în onoarea sa, The Geometric Vein, a fost publicată în 1982. Conținea 41 de eseuri despre geometrie, bazate pe un simpozion în onoarea lui Coxeter desfășurat la Toronto în 1979.

## Lucrări
- 1940: Regular and Semi-Regular Polytopes I, Mathematische Zeitschrift 46: 380-407, MR 2,10 doi:10.1007/BF01181449
- 1942: Non-Euclidean Geometry (1st edition), [31] (2nd ed, 1947), (3rd ed, 1957), (4th ed, 1961), (5th ed, 1965), University of Toronto Press (6th ed, 1998), MAA.
- 1954: (împreună cu Michael S. Longuet-Higgins, J. C. P. Miller) "Uniform Polyhedra", Philosophical Transactions of the Royal Society A 246: 401–50 doi:10.1098/rsta.1954.0003
- 1949: The Real Projective Plane[32]
- 1957: (împreună cu W.O.J. Moser) Generators and Relations for Discrete Groups, 1980: Second edition, Springer-Verlag ISBN 0-387-09212-9[33] 1980: Second edition, Springer-Verlag ISBN: 0-387-09212-9
- 1961: Introduction to Geometry[34][35]
- 1963: Regular Polytopes (2nd edition), Macmillan Company
- 1967: (împreună cu S. L. Greitzer) Geometry Revisited
- 1970: Twisted honeycombs (American Mathematical Society, 1970, Regional conference series in mathematics Number 4, ISBN 0-8218-1653-5)
- 1973: Regular Polytopes, (3rd edition), Dover edition, ISBN 0-486-61480-8
- 1974: Projective Geometry (2nd edition)
- 1974: Regular Complex Polytopes, Cambridge University Press
- 1981: (împreună cu R. Frucht, D. L. Powers), Zero-Symmetric Graphs,Academic Press
- 1985: Regular and Semi-Regular Polytopes II, Mathematische Zeitschrift 188: 559–591
- 1987 Projective Geometry (1987) ISBN 978-0-387-40623-7
- 1988: Regular and Semi-Regular Polytopes III, Mathematische Zeitschrift 200: 3–45
- 1995: F. Arthur Sherk, Peter McMullen, Anthony C. Thompson, Asia Ivić Weiss, editors: Kaleidoscopes – Selected Writings of H.S.M. Coxeter. John Wiley and Sons ISBN 0-471-01003-0
- 1999: The Beauty of Geometry: Twelve Essays, Dover Publications, LCCN 99-35678, ISBN 0-486-40919-8